# Aperribai
Aperribai es un barrio español del municipio de Galdácano, perteneciente a la provincia de Vizcaya, en la comunidad autónoma del País Vasco. En la actualidad, forma parte de la entidad de población de Agirre-Aperribai de ese mismo municipio.

## Historia
Hacia finales del siglo XIX, el lugar, ya por entonces perteneciente a Galdácano, tenía contabilizada una población de alrededor de medio centenar de habitantes. Aparece descrito en el primer volumen del Diccionario geográfico, estadístico, histórico, biográfico, postal, municipal, marítimo y eclesiástico de España y sus posesiones de ultramar de Pablo Riera y Sans con las siguientes palabras:

APERRIBAY.—B. agreg. al ayunt. de Galdácano, del que dista 5 k. Cuenta sobre unos 50 hab. y 13 edif.—Org. civ. Corresponde á la prov. de Vizcaya, y pertenece al 5.º dist. de su part. jud. para la eleccion de diputados provinciales y al dist. de Valmaseda para la de Córtes.—Org. mil. C. G. de las Provincias Vascongadas y C. M. de Vizcaya.—Org. ecle. Pertenece a la dióc. de su ayunt..—Org. jud. Part. jud. de Bilbao y aud. territ. de Búrgos.—Org. econ. Admon. econ. de su prov., y unido á la municipalidad á que está agreg. hace efectivas las cantidades correspondientes á sus contr..—S. púb. Despacha su corr. por cn. de Bilbao á Zumárraga, car. de Galdácano.—Ob. púb. y med. de com. Se sirve de los caminos de que dispone su ayunt.—Art., of. ind. Constituye toda su ind. la agricultura. Dánse las noticias necesarias referentes á su sit. top. y á la calidad de su terreno, en el sitio en que se hace la detallada descripcion del territorio á que está agreg.
(Riera y Sans, 1881, p. 677)

En la actualidad, el barrio forma parte de la entidad de población de Agirre-Aperribai.